# Constant de Glaisher-Kinkelin
En matemàtiques, la constant de Glaisher-Kinkelin o simplement constant de Glaisher, anotada típicament A, és una constant matemàtica relacionada amb la funció K i la funció G de Barnes. La constant apareix en cert nombre de sumatoris i integrals, especialment els relacionats amb la funció gamma i la funció zeta de Riemann. Rep el nom del matemàtic anglès James Whitbread Lee Glaisher i el suís Hermann Kinkelin.

## Valor
El valor de la constant és:
{\displaystyle A\approx 1.2824271291\dots } (successió A074962 a l'OEIS).

## Expressions deA
La constant {\displaystyle A} pot ser donada pel límit:
{\displaystyle A=\lim _{n\rightarrow \infty }{\frac {K(n+1)}{n^{n^{2}/2+n/2+1/12}e^{-n^{2}/4}}}}

on {\displaystyle K(n)=\prod _{k=1}^{n-1}k^{k}} és la funció K. Relacionant aquesta funció amb la funció G de Barnes:
{\displaystyle G(n)=\prod _{k=1}^{n-2}k!={\frac {\left[\Gamma (n)\right]^{n-1}}{K(n)}}}
on {\displaystyle \Gamma (n)} és la funció gamma, tindrem la identitat següent:
{\displaystyle A=\lim _{n\rightarrow \infty }{\frac {(2\pi )^{n/2}n^{n^{2}/2-1/12}e^{-3n^{2}/4+1/12}}{G(n+1)}}}.
La constant de Glaisher-Kinkelin apareix en la funció zeta de Riemann:
{\displaystyle \zeta ^{\prime }(-1)={\frac {1}{12}}-\ln A}
{\displaystyle \zeta ^{\prime }(2)=-\sum _{k=2}^{\infty }{\frac {\ln k}{k^{2}}}=-{\frac {\pi ^{2}}{6}}\left[12\ln A-\gamma -\ln(2\pi )\right]}
on {\displaystyle \gamma } és la constant d'Euler-Mascheroni
Algunes integrals relacionades amb la constant són:
{\displaystyle \int _{0}^{1/2}\ln \Gamma (x)dx={\frac {3}{2}}\ln A+{\frac {5}{24}}\ln 2+{\frac {1}{4}}\ln \pi }
{\displaystyle \int _{0}^{\infty }{\frac {x\ln x}{e^{2\pi x}-1}}dx={\frac {1}{2}}\zeta ^{\prime }(-1)={\frac {1}{24}}-{\frac {1}{2}}\ln A}
Una representació en sèrie de la constant és la donada d'una sèrie de la funció zeta de Riemann atribuïda a Helmut Hasse:
{\displaystyle \ln A={\frac {1}{8}}-{\frac {1}{2}}\sum _{n=0}^{\infty }{\frac {1}{n+1}}\sum _{k=0}^{n}\left(-1\right)^{k}{\binom {n}{k}}\left(k+1\right)^{2}\ln(k+1)}